# Поліція Ірландії
Поліція Ірландії' (ірл. Garda Síochána, дослівно "вартові спокою", вимовляється ґарда сіхана) — національний правоохоронний орган Ірландії. Її керівником є комісар, якого призначає уряд Ірландії. Ця організація називається "Garda Síochána" як в ірландській, так і в англійській мові, хоча у побуті її часто називають просто "Garda" або "the guards".

## Історія

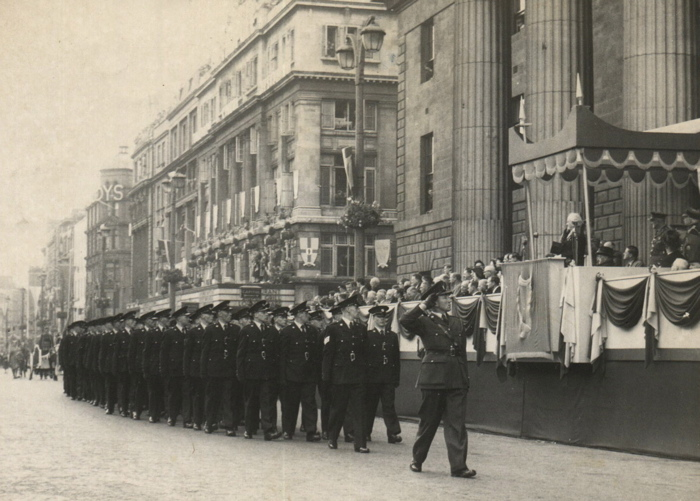
Поліція Ірландії на параді в 1954 році.

Перехідний уряд Ірландії сформував цивільну гвардію в 1922 для виконання функцій поліції в новоствореній Ірландській Вільній державі. Вона прийшла на зміну Королівській ірландській констебльській службі та Ірландській республіканській поліції. 8 серпня 1923 року був затверджений Акт про поліцію, яким почала керуватися поліція. В Дубліні правоохоронну діяльність до 1925 року здійснювала міська поліція Дубліна допоки не увійшла до складу поліції Ірландії. З цього моменту поліція Ірландії стала єдиним цивільним поліцейським органом в Ірландії. Окрім нього існувала також військова поліція. Пізніше з'явились аеропортна поліцейська служба та поліція порту Дан Лері.

### Комісари поліції
Першим комісаром поліції став Майкл Стейнс, який був членом партії Дойл Ерен. Він займав цю посаду лише вісім місяців. Його наступниками були Еойн О'Даффі (1922-1933) та Еймон Брой (1933-1938), які відіграли важливу роль в становленні поліції Ірландії. О'Даффі був комісаром в ранні роки існування служби, коли на подив багатьох людей, була запроваджена беззбройність поліції і попри це робота поліції залишилась ефективною. Пізніше О'Даффі став головою недовго існувавшої квазіфашистської партії "Блакитних сорочок". Пізніше він поїхав до Іспанії, де брав участь в громадянській війні на стороні Франсіско Франко. Наступний комісар Еймон Брой значно допомагав Ірландській республіканській армії під час Війни за незалежність Ірландії перебуваючи на посаді комісара міської поліції Дубліна. Після Броя Комісарами були Майкл Кіннон (1938-1952) та Деніел Костіган (1952-1965). Першим комісаром, який починав роботу в поліції зі звання рядового був Вільям Квінн (1965-1967).
Один із наступних комісарів Едмунд Гарві був звільнений урядом в 1978 році через те, що уряд втратив до нього довіру. Гарві подав позов до верховного суду Ірландії за необґрунтоване звільнення і виграв справу. Через це був прийнятий Акт про поліцію 1979 для того щоб легітимізувати дії наступника Гарві. Наступником Гарві став Патрік МакЛауглін, який пішов у відставку в 1983 році через політичний скандал. 25 листопада 2014 Ноїрін О'Салліван була призначена комісаром поліції після восьми місяців на посаді тимчасово виконуючого обов'язки комісара через несподівану відставку Мартіна Каллінана. Вона стала першою жінкою на цій посаді. На момент її призначення більшість вищих посад в Ірландії пов'язаних з правом займали жінки. Ноїрін О'Салліван почала роботу в поліції в 1981 році із боротьби з наркотиками в Дубліні.

## Організація
Поліцію Ірландії очолює комісар, якому підпорядковується два його заступники. Також є дванадцять помічників комісара: по одному на кожен з 6 територіальних підрозділів, інші 6 керують певною сферою діяльності поліції. Помічникам комісара підпорядковуються близько 50 головних суперінтедантів, половина з яких є головами дивізій. Кожна дивізія має по декілька районів, головою кожного з яких є суперінтендант, якому допомагають декілька інспекторів. Кожен район складається з підрайонів, якими зазвичай керують сержанти. Зазвичай, кожен підрайон має лише один поліцейський відділок.
Також в 2005 році була створена резервна поліція. Вона допомагає поліції виконувати її функції. Функції, які може виконувати допоміжна поліція, визначаються комісаром поліції та міністром юстиції і рівності. Резервні поліцейські проходять скорочене тренування тривалістю 128 годин. Вони працюють під наглядом одного з постійних поліцейських. В 2010 році резервна поліція налічувала 850 членів.
Поліція Ірландії поділяється на 6 територіальних підрозділів:
1. Великий Дублін
2. Схід
3. Північ
4. Південь
5. Південний схід
6. Захід

## Відділи
- Відділ національної підтримки
  - Національне бюро кримінальних розслідувань
  - Кримінальне бюро
  - Бюро з наркотиків та організованої злочинності
  - Бюро розслідування шахрайства
  - Національне міграційне бюро
  - Технічне бюро
- Відділ операційної підтримки
  - Команда авіаційної підтримки
  - Водна команда
  - Кінологічна команда
  - Кінна команда
- Відділ злочинів і безпеки
  - Спеціальна детективна команда
  - Команда з надзвичайних ситуацій
  - Національна команда спостереження
- Відділ дорожнього руху
- Відділ громадського порядку
- Відділ регіональної підтримки
- Центральний ветеринарний відділ
- Інформаційний центр поліції
- Відділ зв'язків з громадськістю
- Коледж поліції
- Резервна поліція

## Звання
| Звання                  | Оригінальна назва звання | Кількість поліцейських, які мають це звання |
| ----------------------- | ------------------------ | ------------------------------------------- |
| Комісар                 | Coimisinéir              | 1                                           |
| Заступник комісара      | Leas-Choimisinéir        | 0                                           |
| Помічник комісара       | Cúntóir-Choimisinéir     | 8                                           |
| Головний суперінтендант | Príomh-Cheannfort        | 41                                          |
| Суперінтендант          | Ceannfort                | 140                                         |
| Інспектор               | Cigire                   | 300                                         |
| Сержант                 | Sáirsint                 | 1 946                                       |
| Вартовий                | Gardaí                   | 10 459                                      |
| Резервний вартовий      | Gardaí Ionaid            | 1 112                                       |
| Студент                 | Mac Léinn Ghardaí        | 200                                         |

## Обладнання
Більшість поліцейських в Ірландії не носять вогнепальну зброю, хоча мають кийки, перцевий спрей та наручники. Деякі поліцейські, зокрема детективи, співробітники Відділу регіональної підтримки та команди з надзвичайних ситуацій мають вогнепальну зброю. Використовуються пістолети SIG Sauer P226 і Walther P99, автомати Heckler & Koch MP5 і Heckler & Koch MP7. Також деякі поліцейські озброєні електрошокерами.

## Охорона важливих осіб
До обов'язків спеціальної детективної команди входить охорона вищих посадових осіб Ірландії: президента, прем'єр-міністра, заступника прем'єр-міністра, міністра юстиції та рівності, комісара поліції, генерального прокурора, голови Верховного суду, голови громадського звинувачення. Також вони охороняють представників дипломатичних місій, яких вважають найризикованішими (наприклад Великої Британії, Сполучених Штатів Америки та Ізраїлю), іноземних високопосадовців, які перебувають в Ірландії з візитом та інших людей які на думку комісара потребують охорони. Членів кабінету міністрів, колишніх президентів та прем'єр-міністрів беруть під охорону тільки якщо є інформація, що їм загрожує небезпека. Приблизно 100 осіб перебувають під охороною поліції щорічно.

## Автомобілі
Машини Поліції Ірландії пофарбовані в білий або сірий колір та зазвичай мають горизонтальну жовту флюорисцентну стрічку на якій зверху розміщений герб Поліції Ірландії. Машини дорожньої поліції використовують маркування Баттенберг. Також використовуються машини без маркування

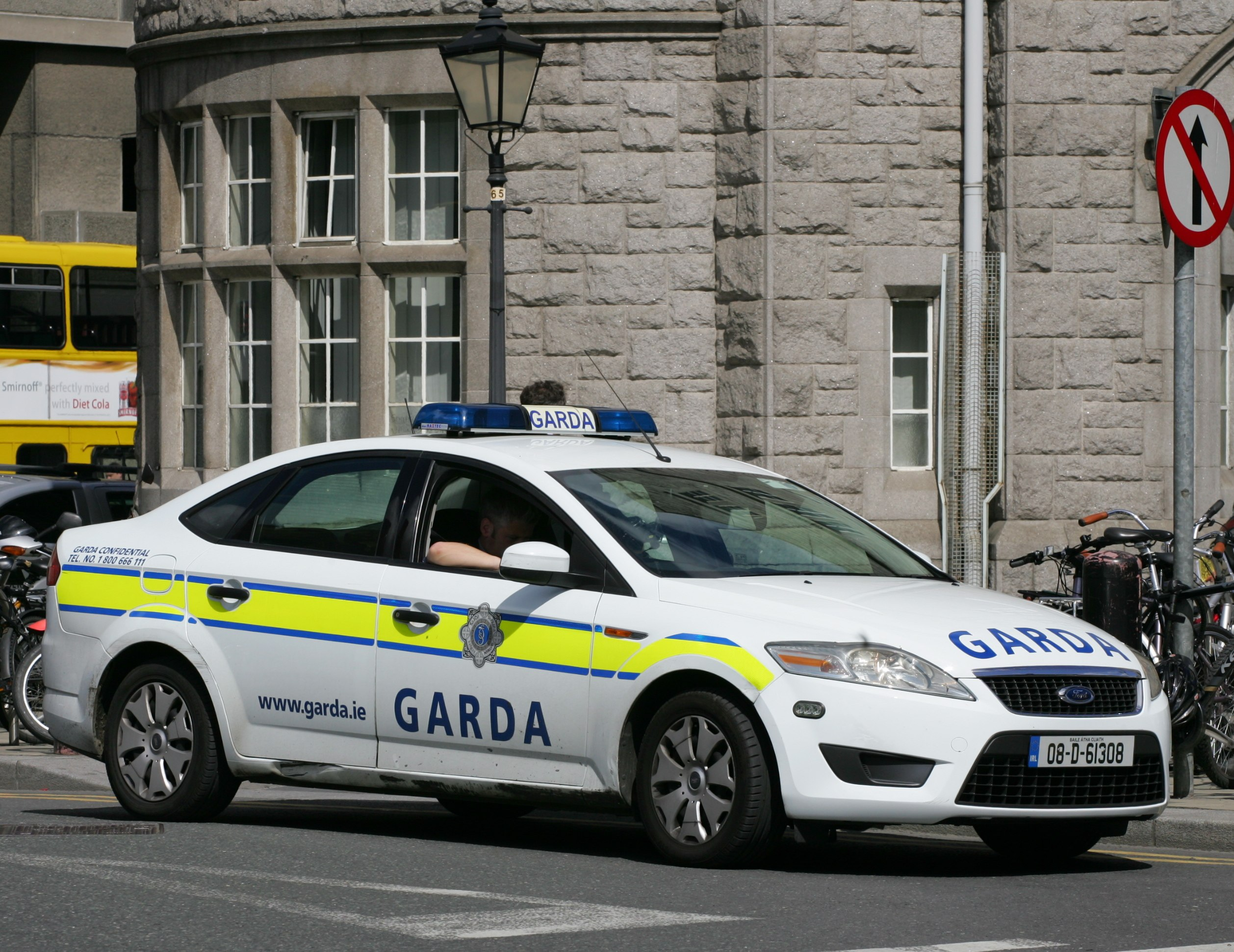
Ford Mondeo
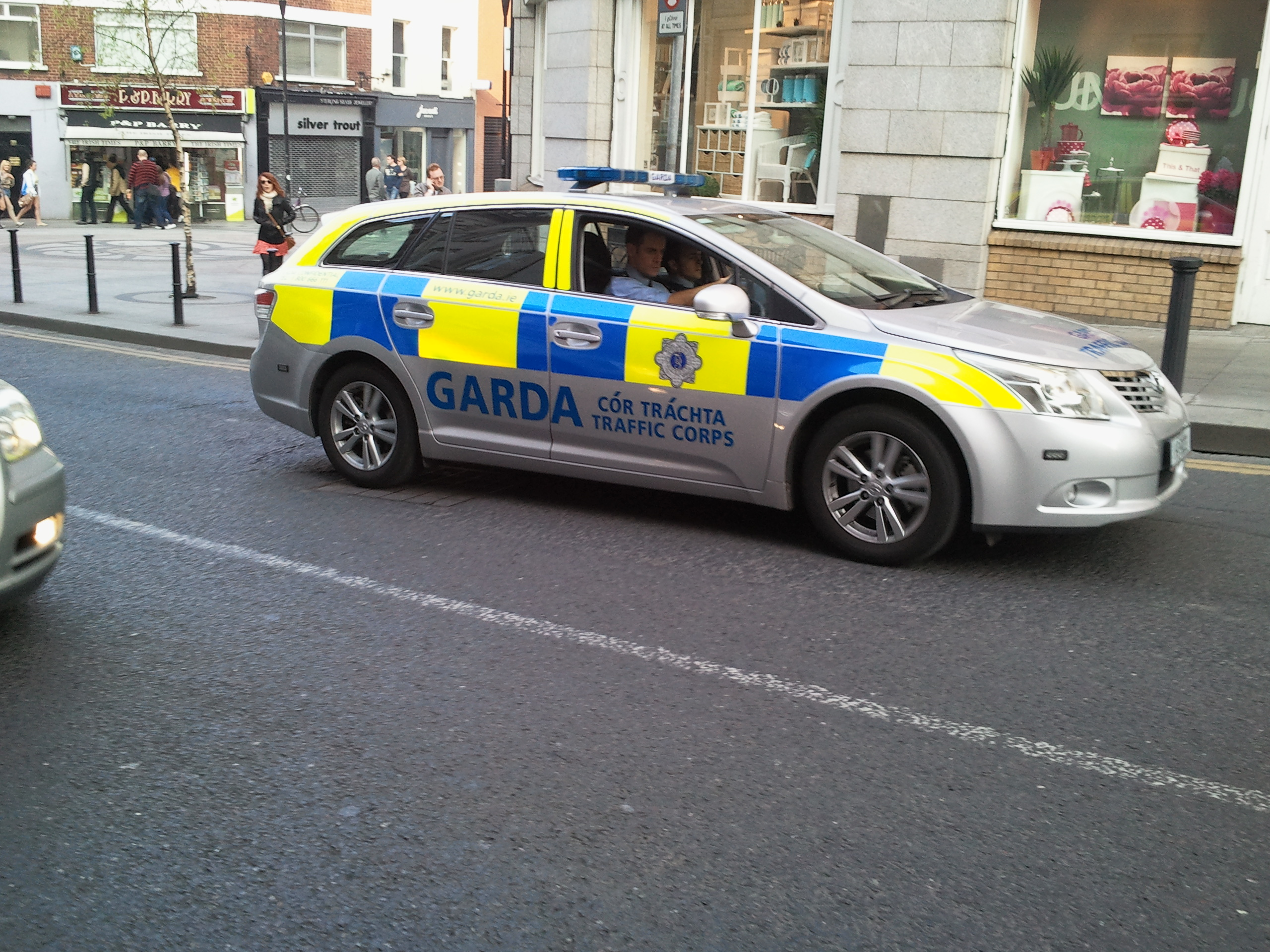
Toyota Avensis дорожньої поліції
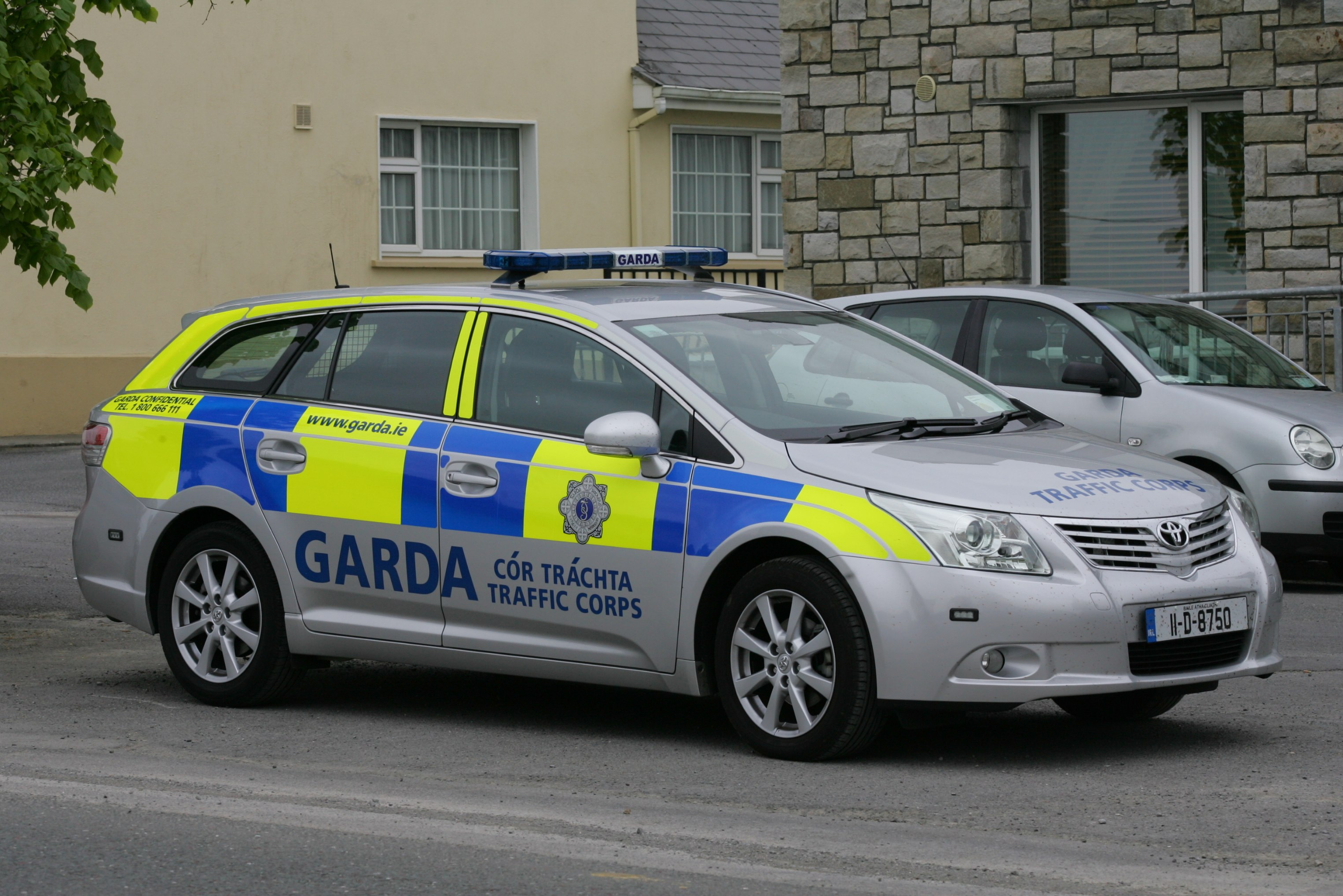
Toyota Avensis дорожньої поліції
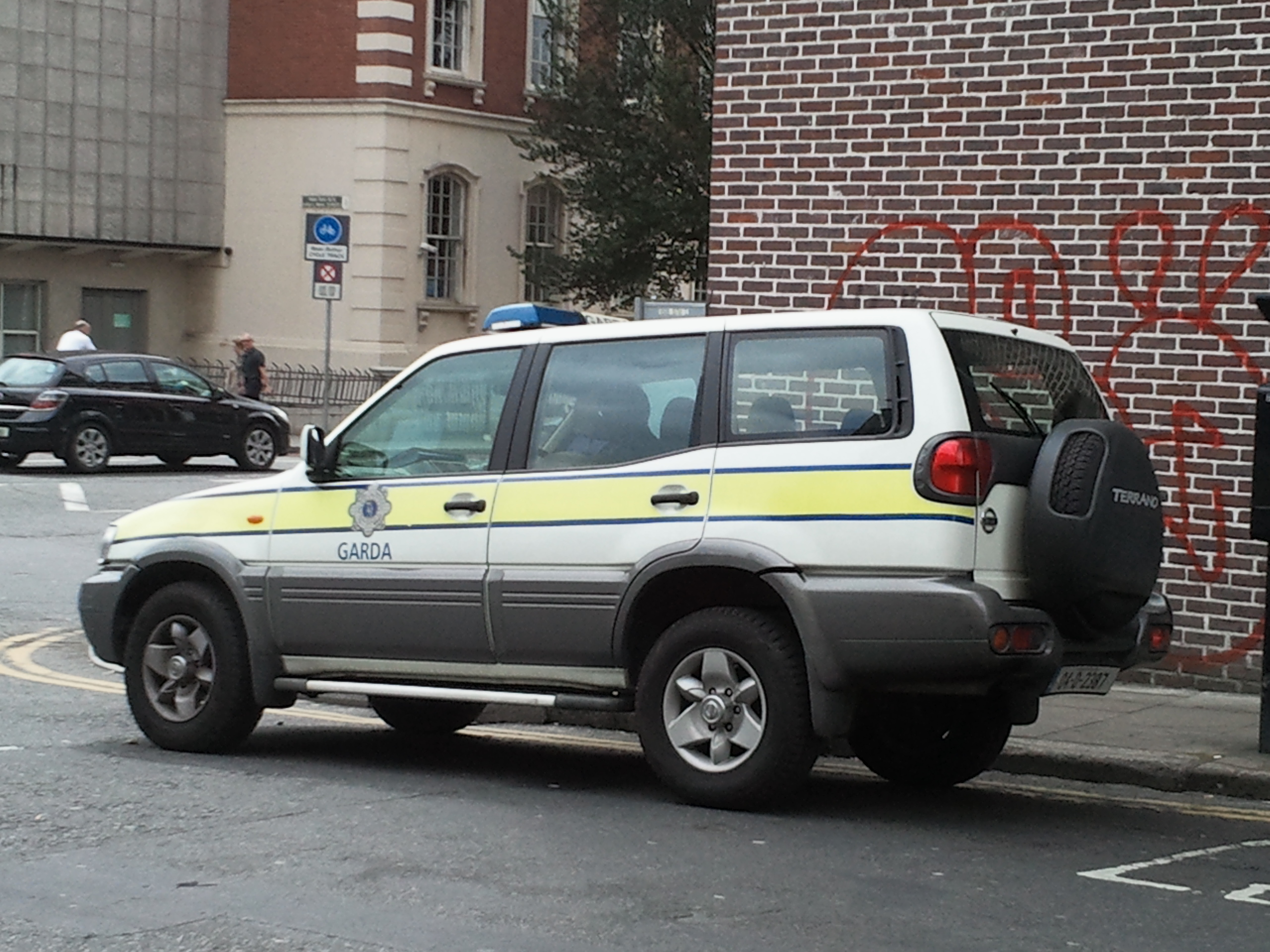
Nissan Terrano
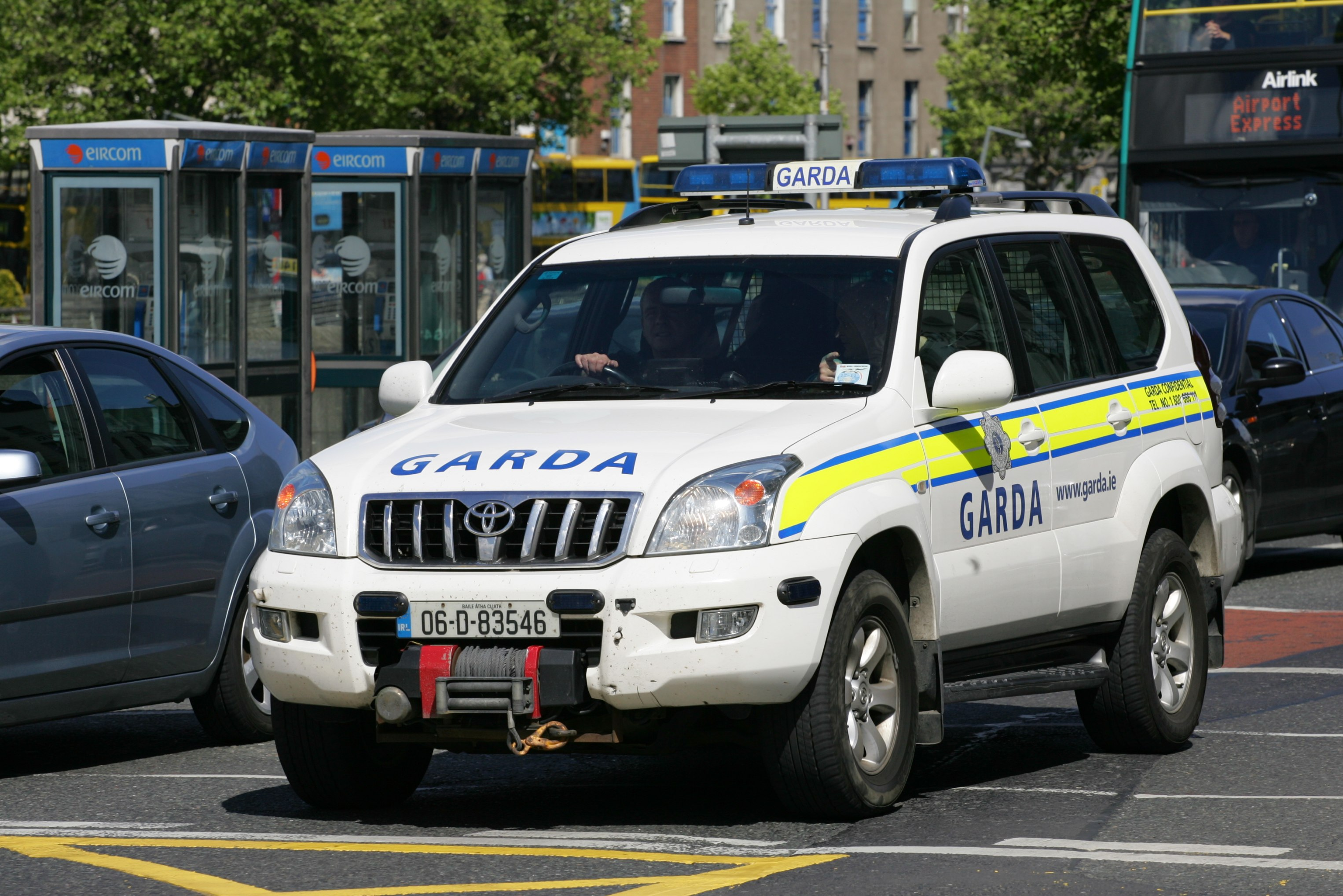
Toyota Land Cruiser
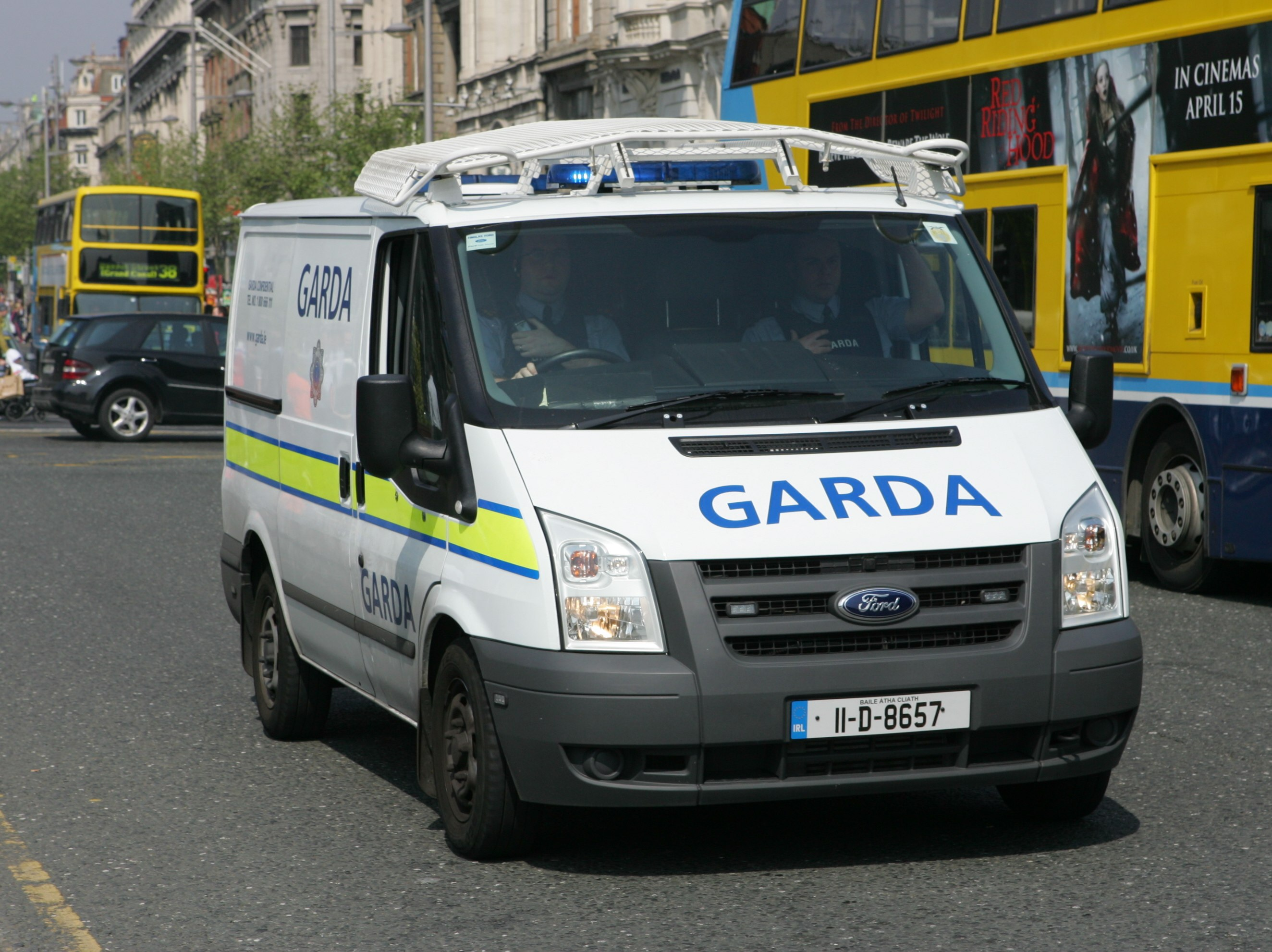
Ford Transit

## Міжнародна співпраця

### Співпраця з Північною Ірландією
Незалежна поліцейська комісія Північної Ірландії запропонувала програму довгострокового персонального обміну поліцейськими між поліцією Ірландії та поліцейською службою Північної Ірландії. Ця програма була втілена в життя в 2002 році внаслідок укладення міжнародного договору. В цій програмі є три рівні обміну:
- Персональний обмін поліцейських всіх звань без надання повноважень строком до одного року
- Персональний обмін поліцейських від сержанта до головного суперінтенданта з наданням повноважень строком до трьох років
- Постійний перевід на службу для суперінтендантів та головних суперінтендантів

Поліція Ірландії також співпрацює з поліцейською службою Північної Ірландії у протидії міжкордонній злочинності. Обидві служби можуть здійснювати рейди по обидві сторони кордону.

### Інша міжнародна співпраця
Починаючи з 1989 року поліція Ірландії бере участь в миротворчих операціях ООН. Першою міжнародною місією поліції Ірландії була місія з 50 поліцейських в Намібії. Після цього поліція Ірландії брала участь в миротворчих місіях в Анголі, Камбоджі, Кіпрі, Мозамбіку, Південно-Африканській Республіці та в колишній Югослівії. Першою втратою поліції Ірландії у міжнародних місіях стала смерть сержанта Пола Рейда в Сараєво в 1995 році.
Ірландські поліцейські також охороняють ірландські посольства в Лондоні, Гаазі, Мадриді та Парижі. Також є ірландські поліцейські, які працюють в Європолі та Інтерполі. Також є багато поліцейських, які працюють в ООН та європейських агентствах.
Також, за домовленістю із урядом Великої Британії, поліція Ірландії разом із інститутом радіологічної безпеки Ірландії може інспектувати атомну електростанцію Селлафілд в Камбрії, Англія.

## Галерея

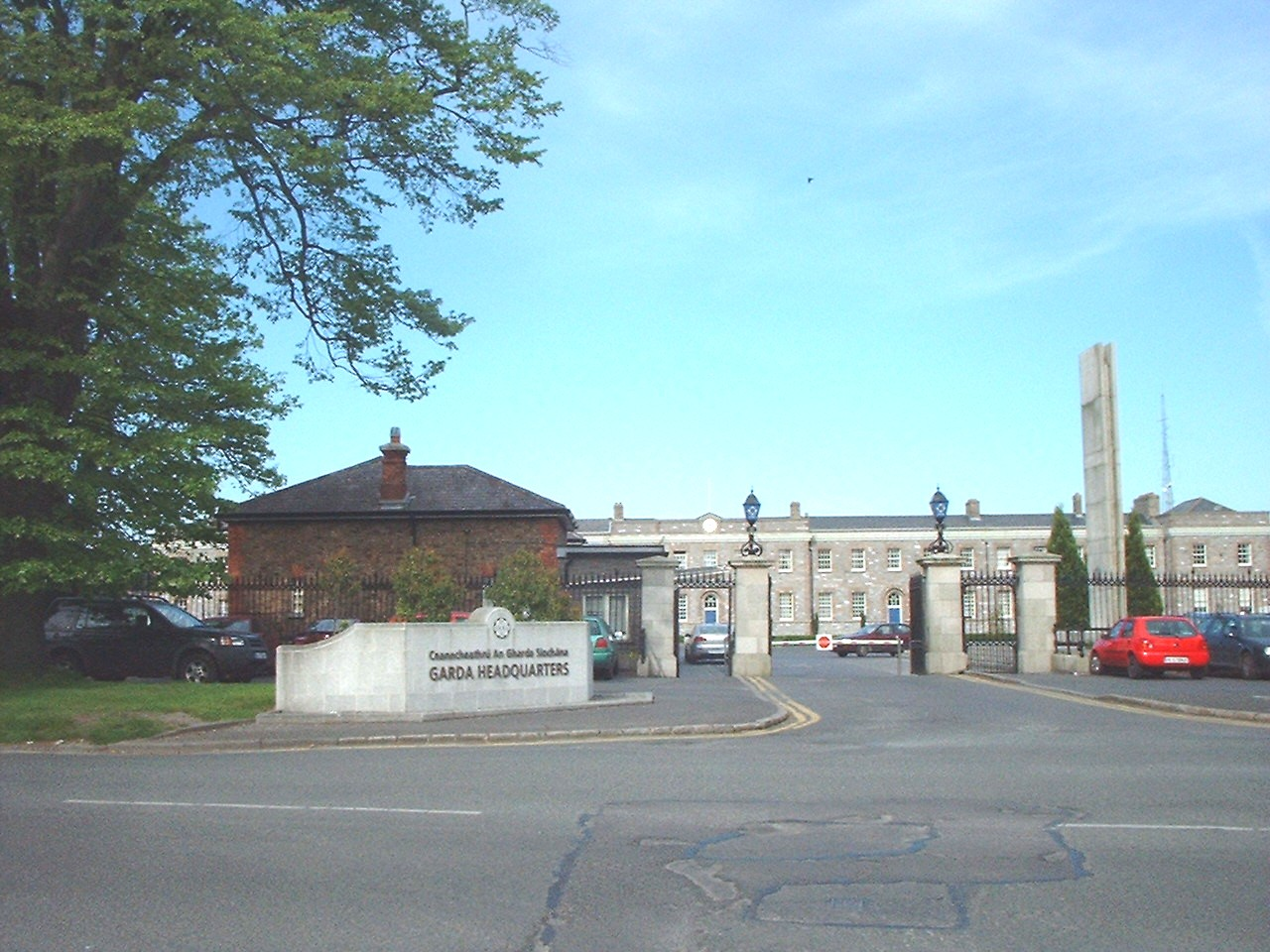
Штаб-квартира Поліції Ірландії в Фенікс-Парку
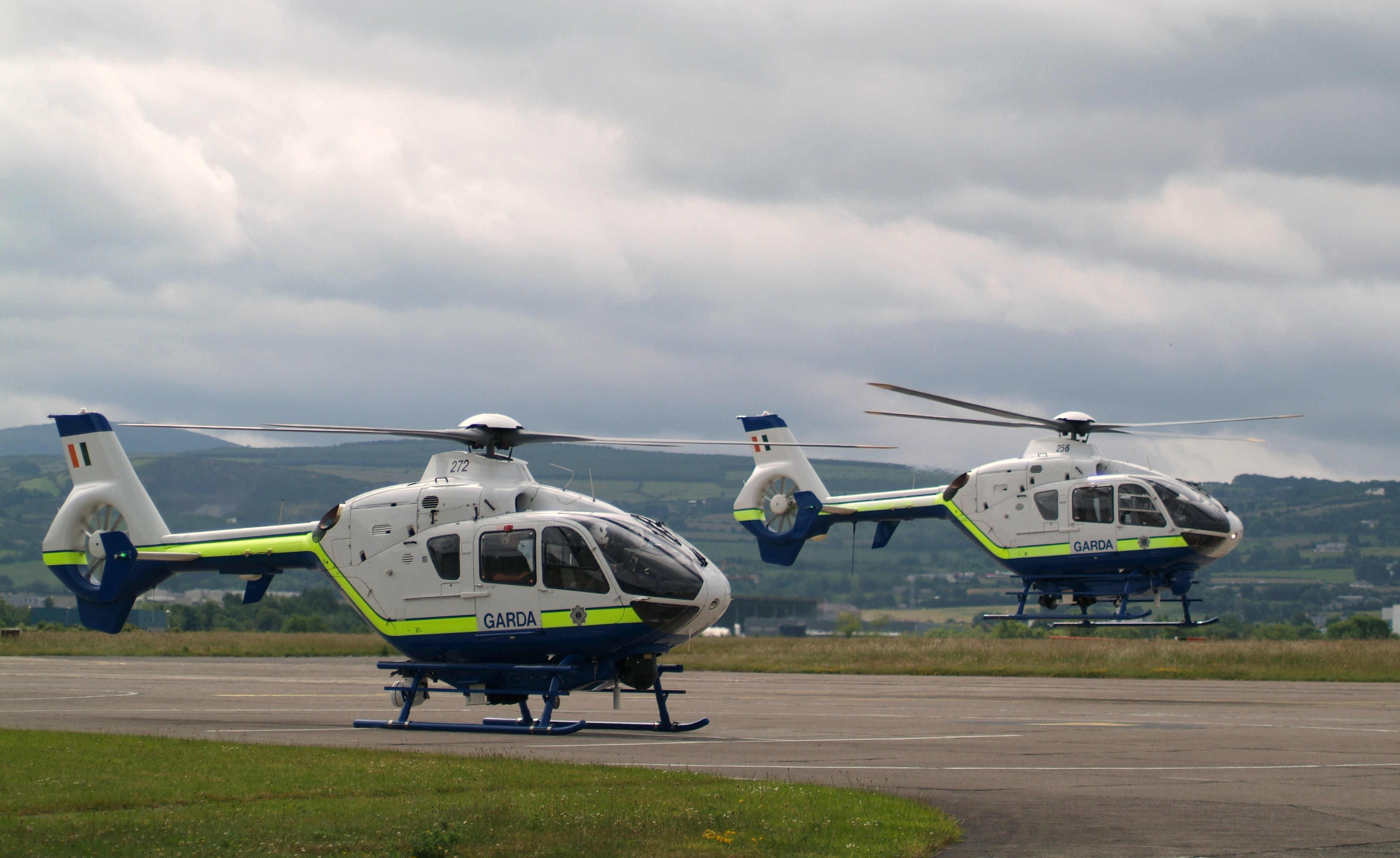
Гелікоптери ірландської поліції
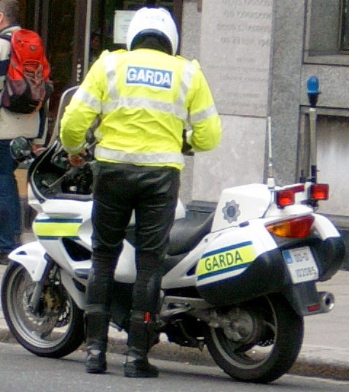
Ірландський поліцейський-мотоцикліст
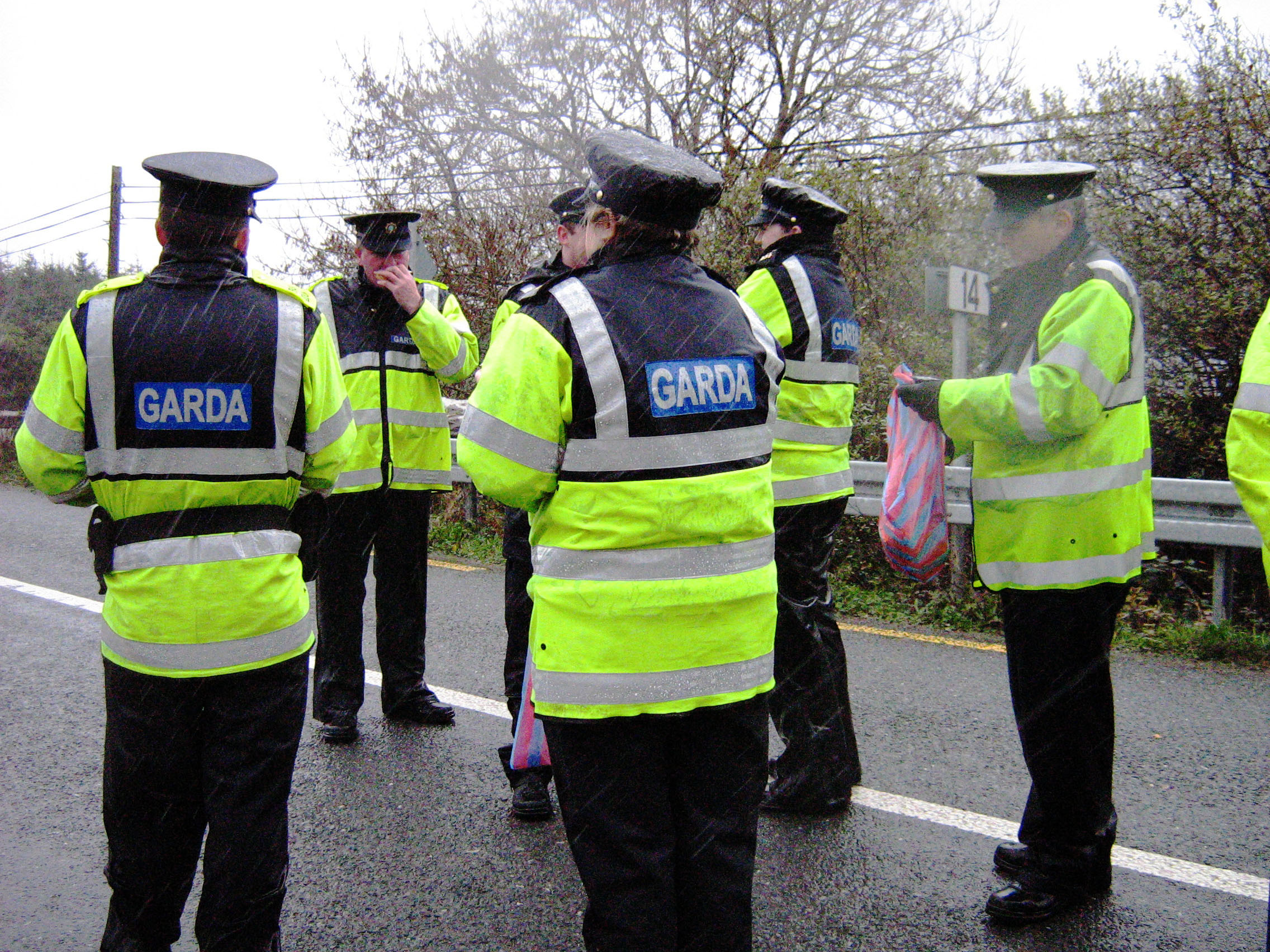
Ірландські поліцейські
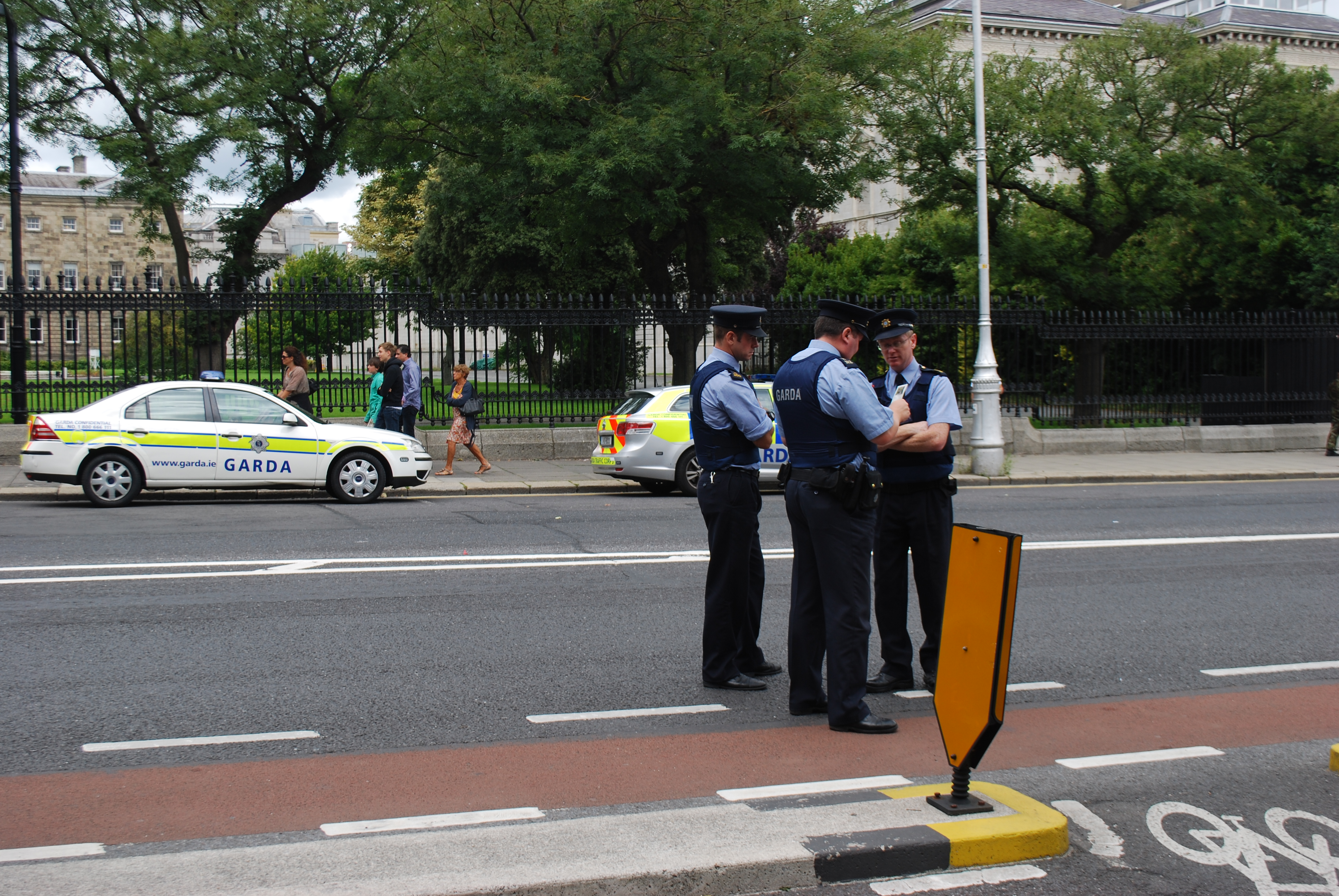
Поліція в Дубліні
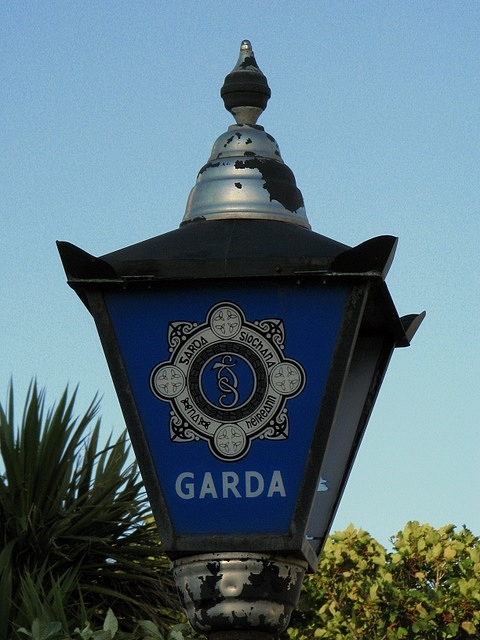
Ліхтар біля поліцейського відділку